# Nembrotha kubaryana
Nembrotha kubaryana Bergh, 1877 è un mollusco nudibranchio della famiglia Polyceridae.

## Descrizione
Corpo di colore nero, con protuberanze o linee, comunque verdi, parte marginale del piede rossa. Rinofori verdi e rossi, in proporzioni variabili, talvolta interamente rossi, parte terminale sempre rossa. Ciuffo branchiale rosso e verde, in proporzioni variabili. Fino a 6 centimetri.

## Biologia
Si nutre di ascidie e di briozoi.

## Distribuzione e habitat
La specie ha un areale Indo-Pacifico.